# Diosdado Macapagal
Diosdado Macapagal (Lubao, 28 september 1910 - Makati City, 21 april 1997) was de negende president van de Filipijnen van 30 december 1961 tot 30 december 1965.
Zijn dochter Gloria Macapagal-Arroyo was van 2001 tot 2010 ook president van de Filipijnen.

## Vroege levensloop en carrière
Diosdado Macapagal werd geboren in Lubao (Pampanga) als zoon van Urbano Macapagal en Romana Pangan. Zijn familie was arm, maar desondanks kreeg hij de gelegenheid rechten te gaan studeren aan de Philippine Law School in 1932. Na twee jaar stapte hij over naar de University of Santo Tomas in Manilla waar hij zijn bachelordiploma rechten in 1936 behaalde. In 1941 behaalde hij zijn masterdiploma rechten. Vervolgens werkte hij van 1940 tot 1941 als jurist voor president Manuel Quezon, van 1941 tot 1943 voor Jorge B. Vargas (voorzitter van de Philippine Executive Commission) en van 1943 tot 1944 voor president José Laurel.
Tijdens de Tweede Wereldoorlog, in 1943, verloor Macapagal zijn eerste vrouw Purita dela Rosa met wie hij twee kinderen had, Cielo en Arturo.

## Naoorlogse levensloop en carrière
Na de oorlog, in mei 1946, hertrouwde Macapagal met Dr. Evangelina Macaraeg uit Binalonan, Pangasinan. Samen met haar kreeg hij nog twee kinderen: Gloria en Diosdado Jr.
Met de carrière van Macapagal ging het na de oorlog voortvarend. Na een periode op de Filipijnse ambassade in Washington te hebben gewerkt, werd Macapagal in 1948 door toenmalig president Elpidio Quirino teruggeroepen naar de Filipijnen om deel te nemen aan de verkiezingen voor het Huis van Afgevaardigden namens het district Pampanga. Hij won de verkiezingen en zat vervolgens een tweetal termijnen, van 1949 tot 1953 en van 1953 tot 1957, in het Huis van Afgevaardigden.
In 1957 werd Macapagal namens de Liberal Party verkozen als vicepresident onder president Carlos Garcia van de Nacionalista Party. Dit was de eerste maal in de geschiedenis van de Filipijnen dat een president en vicepresident lid waren van verschillende partijen.
Naast zijn politieke carrière was Macapagal in de jaren na de oorlog ook druk bezig met diverse studies. Zo behaalde hij in 1947 de titel doctor in het Civiele Recht en in 1957 doctor in de Economie (beide aan de University of Santo Tomas). Ook richtte hij de Philippine Lawyers Association op, waarvan hij een tweetal termijnen president werd.

## Presidentschap
In 1961 werd Macapagal verkozen tot president. Hij behaalde een ruime overwinning op de zittende president, Carlos Garcia. Het grootste probleem waar de Filipijnen mee kampten op het moment van zijn aantreden was de grote armoede onder de bevolking. Met een klein deel van de bevolking ging het heel goed, maar het overgrote deel leefde in armoede. Dit probleem werd bovendien nog versterkt door de enorme bevolkingsgroei sinds de Tweede Wereldoorlog. Een van de speerpunten van zijn beleid werd dan ook de aanpak van armoede. Hij was de eerste president die probeerde landhervormingen door te voeren. Zijn voorstellen hiervoor werden echter gedwarsboomd door de conservatieve meerderheid in het Huis van afgevaardigden en het Senaat onder leiding van de Nacionalistas van Ferdinand Marcos. Desondanks lukte het hem in 1963 een wet met beperkte landhervormingen aangenomen te krijgen. Deze wet bepaalde dat boeren zouden moeten meedelen in de opbrengsten van de oogsten
Daarnaast spande Macapagal zich tijdens zijn ambtstermijn ook in voor een versteviging van de relaties met naburige Aziatische landen. In juli 1963 organiseerde hij een top in Manilla tussen Indonesië, Maleisië en de Filipijnen. Op deze top werd het voorstel gedaan tot het vormen van een nieuwe organisatie, die MAPHILINDO zou moeten gaan heten. Deze organisatie kwam echter niet echt van de grond vanwege conflicten tussen de betrokken landen, waaronder het conflict tussen Maleisië en de Filipijnen over de Filipijnse claim op Sabah. Dit deel van het eiland Borneo maakte sinds 1963 deel uit van de nieuw gevormde Maleisische staat. MAPHILINDO wordt wel beschouwd als de voorloper van ASEAN.
Een ander opmerkelijke daad van Diosdado Macapagal was het veranderen van de datum van de Filipijnse onafhankelijkheidsdag van 4 juli naar 12 juni. De bedoeling was om het bewustzijn van de onafhankelijkheid in de Filipijnen sterker te maken.
Tijdens de ambtstermijn van Macapagal nam het Filipijns bruto binnenlands product elk jaar met gemiddeld 5,15 % toe. Dit verbloemt echter het feit, dat de armoede bij grote delen van de bevolking niet minder werd. Een andere groot probleem waar Macapagal mee kampte was de corruptie binnen de overheid. Bij de de verkiezingen van 1965 werd Macapagal dan ook verslagen door Ferdinand Marcos.

## Periode na het presidentschap
In 1971 - tijdens het presidentschap van Marcos - werd Macapagal voorzitter van de conventie, die tot doel had een nieuwe grondwet op te stellen. Deze nieuwe grondwet zou uiteindelijk in 1973 in een gewijzigde versie worden aangenomen. Macapagal verzette zich tegen de ondemocratische wijze waarop de grondwet door Marcos werd gewijzigd en vervolgens aangenomen. Hij richtte in 1979 een oppositiepartij op, genaamd National Union for Liberation.
Ook na het herstel van de democratie bleef hij zich inzetten voor het publieke belang. Tijdens de regeringen van Corazon Aquino en Fidel Ramos was Macapagal lid van de Council of State. Na zijn pensioen schreef Macapagal nog een wekelijkse column en bracht onder andere zijn memoires uit onder de titel A Stone for the Edifice.
Twee dochters van Macapagal zijn in navolging van hun vader ook de politiek ingegaan. Cielo Macapagal-Salgado was gouverneur van Pampanga en Gloria Macapagal-Arroyo was van 2001 tot 2010 president van de Filipijnen.
Diosdado Macapagal overleed op 21 april 1997 als gevolg van hartfalen en niercomplicaties in het Makati Medical Center in Makati City.

## Referentie
1. 1 2 3 4  Haskins, J. (1988), Corazon Aquino: Leader of the Philippines, Enslow Publishers, Inc., Hillside

- Gemeinsame Normdatei: 1169925766
- International Standard Name Identifier: 0000 0000 8449 153X
- Library of Congress Control Number: n50041975
- National Archives and Records Administration: 10582771
- Nationale bibliotheek van Australië: 35317981
- Nationale Bibliotheek van Israël: 987007274134705171
- Nederlandse Thesaurus van Auteursnamen: 070697302
- SNAC: w6dz4n2g
- Système universitaire de documentation: 081490909
- Trove: 909755
- Virtual International Authority File: 45546531
- WorldCat: E39PBJt463rRM3T6CbXtVVgHYP

Emilio Aguinaldo · Manuel Quezon · José Laurel · Sergio Osmeña · Manuel Roxas · Elpidio Quirino · Ramon Magsaysay · Carlos Garcia · Diosdado Macapagal ·
 Ferdinand Marcos · Corazon Aquino · Fidel Ramos · Joseph Estrada · Gloria Macapagal-Arroyo · Benigno Aquino III · Rodrigo Duterte · Ferdinand Marcos jr.
Mariano Trias · Sergio Osmeña · Elpidio Quirino · Fernando Lopez · Carlos P. Garcia · Diosdado Macapagal · Emmanuel Pelaez · Carlos Garcia · Fernando Lopez · Arturo Tolentino · Salvador Laurel · Joseph Estrada  · Gloria Macapagal-Arroyo · Teofisto Guingona jr. · Noli de Castro · Jejomar Binay · Leni Robredo · Sara Duterte